# Кастель-ди-Казио
Кастель-ди-Казио (итал. Castel di Casio) — коммуна в Италии, располагается в регионе Эмилия-Романья, подчиняется административному центру Болонья.
Население составляет 3170 человек, плотность населения составляет 67 чел./км². Занимает площадь 47 км². Почтовый индекс — 40030. Телефонный код — 0534.
Покровителем коммуны почитается священномученик Власий Севастийский, празднование 3 февраля.